# El conde Lepic y sus hijas
Ludovic Lepic y sus hijas (en francés, Ludovic Lepic et ses filles) es una pintura de Edgar Degas completada alrededor de 1871. La pintura muestra a Ludovic-Napoléon Lepic con sus hijas pequeñas. Degas también representó a Ludovic Lepic en el cuadro Plaza de la Concordia.
El 10 de febrero de 2008, la pintura fue robada de la Fundación E. G. Bührle en Zúrich, Suiza. Fue recuperada en abril de 2012 con daños leves.